# Marianne Wex
Marianne Wex (Hamburgo, 13 de julio de 1937-13 de octubre de 2020) fue una fotógrafa feminista y autora.

## Vida y Trabajo
Marianne Wex estudió Bellas Artes en las Academias de Arte de Hamburgo y la Ciudad de México. Entre 1963 y 1980, Marianne Wex trabajó como profesora la Academia de Arte de Hamburgo. Sus intereses en el feminismo, los medios de comunicación, la sociología y la curación determinan la forma de su trabajo, que conceptualmente utiliza signos, símbolos y colores en una variedad de medios: pintura, fotografía, tipografía y caligrafía.
Durante la década de 1970, Marianne Wex comenzó a centrarse en lo que ella percibía como lenguas corporales "femeninas" y "masculinas" inconscientes. Su investigación culminó en la obra de arte: "Let’s Take Back Our Space: ‘Female’ and ‘Male’ Body Language as a Result of Patriarchal Structures, 1977" (en español:"Recuperemos nuestro espacio: el lenguaje corporal 'femenino' y 'masculino' como resultado de las estructuras patriarcales, 1977"). Viviendo en Hamburgo entre 1972 y 1977, Wex tomó más de 5,000 fotografías de mujeres y hombres, la mayoría de ellos en las calles de Hamburgo y sus alrededores. Estas imágenes ilustraron su observación de un lenguaje corporal muy diferente entre los dos géneros. Las propias fotografías de Wex fueron complementadas con imágenes tomadas de los medios de comunicación (anuncios, películas, revistas sensacionalistas y periódicos).
Además, examinó y fotografió esculturas que datan del año 2000 aC, descubriendo que las posturas corporales idealizadas y las formas corporales para mujeres y hombres eran mucho más divergentes en el presente que históricamente. Wex incorporó estos ejemplos históricos en su trabajo. La obra de arte resultante comprende más de 200 paneles con las fotografías dispuestas en diferentes categorías de pose. Desde entonces, la obra de arte se ha exhibido en todo el mundo y se considera una obra pionera del arte feminista. La publicación resultante sobre la obra de arte se ha traducido al inglés y al francés, y el proyecto se sigue utilizando como un ejemplo importante en estudios de género y de mujeres. La FrauenMediaTurm documenta la pieza en su crónica del Nuevo Movimiento de Mujeres.
En la década de 1980, después de su diagnóstico, Wex se fue de Alemania, alejándose del arte para viajar por Nueva Zelanda, India, Japón y Canadá, donde se interesó por la autocuración. Luego viajó a Londres para estudiar con Lily Cornford.  Después de estudiar con Cornford, Wex comenzó a enseñar seminarios y clases de autocuración para mujeres. Ella continúa esta práctica hoy, tratando más recientemente con los problemas y posibilidades de la partenogénesis.

## Exposiciones
- 2018: Exposición Tanya Leighton Gallery, Berlín.
- 2017: Exposición En Archiv, Zúrich, Suiza.
- 2017: Exposición Zachęta - Galería Nacional de Arte, Polonia, Varsovia.
- 2016: Exposición Adam Art Gallery, Victoria University, Wellington, Nueva Zelanda.
- 2015: Exposición Frauengesundheitszentrum Sirona e.V., Wiesbaden.
- 2014: Exposición Autocenter, Espacio para arte contemporáneo, Berlín.
- 2014: Exposición Gasworks Gallery, Londres.
- 2013: Exhibition La Gallerie, Noisy-le-Sec, París.
- 2013: Exhibition Presentación House Gallery, Vancouver, Kanada.
- 2012: Exposición Yale Union (YU), Centro de Arte Contemporáneo, Portland, EE. UU.
- 2012: Exposición Badischer Kunstverein, Karlsruhe.
- 2009: Exposición Focal Point Gallery, Londres, Southend-on-Sea, comisariada por el Prof. Mike Sperlinger.
- 2005: HfBK-Galerie, Hamburg
- 1982: Exposición en el Instituto de Arte Contemporáneo, Londres.
- 1979: Exposición Bonner Kunstverein, Bonn.
- 1977: Exposición Frankfurther Kunstverein, Frankfurt a.M.
- 1977: Primera exposición of the photographical work ‚Let’s Take Back Our Space‘, "Female“ and "Male“ Body Language as a Result of Patriarchal Structures at the NGBK, New Society for Fine Art, Berlín. Eso en relación con la Exposición, Women Artists International 1877-1977 en el Charlottenberger Schloss, Berlín.
- 1976: Exposición en el Centro de Comunicación, Pinturas, Schalom, Hamburgo.

## Publicaciones
- 2003:  Libro, italiano: ’Parthenogenesi Oggi’, 4ª edición expendet, Editor Vega, Edizioni Lilaurora, Morano, Sovicille. ISBN 88-88-508-01-5
- 2002:  Libro, artículo: ‚Menschliche Parthenogenese’, Lachesis, Fachzeitschrift des Berufsverbandes für Heilpraktikerinnen.
- 1996: Libro, japonés: ‚Parthenogenesis Today’, 3ª edición expendet, Editor: Pandora Co.LTD, Rie Nakano, Tokyo, Japan.
- 1996: Libro, alemán: ‚Parthenogenese Heute’ Von der Urkraft der Frau aus sich selbst heraus zu gebären, ohne Beteiligung eines zweiten Geschlechtes’, 2ª edición extendida (3.-8.Tausend)‚edición frauenmuseum wiesbaden’, ISBN 3-9805380-0-1.
- 1993: Book, alemán: ‚Langage «féminin» et «masculin» du corps: reflet de l'ordre patriarcal’. Con 2037 Photographs, Editor: Academia-Erasme, ISBN 2-87209-284-6.
- 1992: Libro, alemán: ‚Parthenogenese Heute’ Von der Urkraft der Frau aus sich selbst heraus zu gebären, ohne Beteiligung eines zweiten Geschlechtes’. Primera publicación, Anke Schäfer, Wiesbaden.
- 1984: Libro, alemán: ‚Let's Take Back Our Space’, „Female“ and „Male“ Body Language as a Result of Patriarchal Structures.  Con 2037 photographs, Editor: Frauenliteratur Verlag,ISBN 3-923173-00-8.
- 1979: Libro, alemán: "Weibliche" und "männliche" Körpersprache als Folge patriarchalischer Machtverhältnisse. Con 2037 Photographs, Autoedición, DNB 810112299.
- 1967: Libro, alemán: en 6 capítulos individuales: Lettering/Calligrafie in der Geschichte der Schrift in Bildern und Anwendungen. Editor, Walter Schulz KG, HFL Hamburgo.